# Teatro San Teodoro
Il teatro San Teodoro è il teatro comunale della città di Cantù.
Grazie alla sua collocazione ha contribuito in maniera decisiva alla qualificazione del centro città come luogo di incontro e di scambio culturale.
Il teatro, inizialmente inaugurato nel 1921, ha riaperto i battenti nel 2011 dopo molti anni di inattività a causa di inadeguatezze strutturali.

## Storia
- 1921 - Il teatro inaugura come teatro parrocchiale della parrocchia San Teodoro di Cantù[1][2]
- 1950/1970 - Il teatro ospita tra i più grandi attori e spettacoli della scena italiana raggiungendo il suo apice
- 1973 - Causa inagibilità strutturale il teatro cessa le sue attività
- 2001 - Il comune di Cantù diventa proprietario del teatro finanziando i lavori di ristrutturazione insieme a regione Lombardia e provincia di Como
- 2006 - Iniziano i lavori di restauro che riorganizzano gli spazi del teatro mantenendo gli elementi caratteristici degli anni 20
- 2011 Febbraio - Il teatro riapre grazie agli sforzi della cittadinanza e dei comitati nati per sostenerlo
- 2011 Novembre - Il nuovo teatro lancia la sua prima stagione ufficiale sotto la guida di Mondovisione SCS, con la collaborazione di Teatro Sociale di Como e comune di Cantù e con un contributo di Fondazione Cariplo